# Georgina Cisquella
Georgina Cisquella (Barcelona, 20 de juny de 1954) és una periodista i guionista de documentals.

## Biografia
Va estudiar ciències de la informació i el 1975, quan estava a segon de carrera, va començar a treballar com a reportera del programa de TVE Catalunya Giravolt. Giravolt va ser un programa de reportatges estrenat el 1973 que es va distingir pel tractament de temes polèmics i pel seu posicionament ideològic durant la transició espanyola, conduït pel periodista Antoni Serra, en el qual també van treballar periodistes com Rosa Maria Calaf o Mercè Remolí. El 1976 va col·laborar en la pel·lícula La ciutat cremada. El 1979 va ser acomiadada amb tot l'equip de Giravolt per participar en una vaga i negar-se a emetre el programa. De 1979 a 1982 va participar en la creació de diversos curts-documentals: L'ajuntament de Barcelona (1979), Cada dona, un vot (1981), Feminisme (1982) i Minusvàlids (1982). Va tornar a televisió el 1982, després del reconeixement que el seu havia estat un acomiadament polític.
El 1996 va presentar el programa de reportatges de TVE Informe semanal. El mateix any va participar amb El Gran Wyoming i amb Pere Joan Ventura en la direcció i el guió del reportatge Me estoy quitando, un documental sobre el món de la droga gravat al barri madrileny de La Rosilla finançat per Telecinco i l'associació Madrid Positivo. El 2002 va participar en el guió del documental El efecto Iguazú, dirigit per Pere Joan Ventura sobre el campament dels treballadors de Sintel en el Campamento de la Esperanza, al centre de Madrid, que va rebre el premi a la millor pel·lícula documental de la XVII edició dels premis Goya.
L'octubre de 2004 va dirigir el programa cultural Miradas 2, amb informació sobre cultura fora dels circuits comercials tradicionals, un espai que el 2006 es va reduir a 10 minuts. Cisquella va passar llavors a dirigir La 2 noticias, presentat per Mara Torres. De 2007 a 2009 va dirigir Cámara abierta 2.0, el primer programa dedicat a internet com a plataforma d'informació, creació i comunicació, un espai inclòs inicialment en La 2 noticias. El 2008, després de conèixer el periodista Enrique Meneses realitzant un reportatge per a Cámara abierta 2.0, Cisquella comença a gestar el documental Oxígeno para vivir, el relat de la vida del periodista al llarg d'un any i una reflexió sobre el passat i el futur de la professió periodística; estrenat el 2011, va ser candidat als premis Goya.
El 2009 va deixar Televisió Espanyola afectada per l'expedient de regulació d'ocupació. El 2014 va ser una de les impulsores del documental Yo decido el tren de la libertad sobre la mobilització d'El Tren de la Llibertat en contra de la reforma de la llei de l'avortament del Partit Popular que va rebre el nom del seu impulsor, el ministre de Justícia Alberto Ruíz Gallardón. El 2015 va participar com a coguionista en el documental No estamos solos, dirigit per Pere Joan Ventura, un recorregut per diversos activismes rodat el 2014. El documental es va presentar el setembre de 2015 en el Festival de Cinema de Sant Sebastià fora de concurs.

### Vida personal
És germana bessona d'Anna Rosa Cisquella, relacionada amb el món del teatre. Tenia un altre germà, el pintor i professor universitari Josep Cisquella, que va morir en 2010.

## Documentals
- 1979 L'ajuntament de Barcelona. Codirectora amb Pere Joan Ventura
- 1977 Retorn del president Tarradellas. Coguionista amb Francesc Betriu, J. Castells, Josep Maria Forn i J.M. López Llaví
- 1981 Cada dona, un vot
- 1982 Minusvàlids. Directora i guionista
- 1982 Feminime (12´) Directora i guionista
- 1999 Me estoy quitando amb El Gran Wyoming, Pere Joan Ventura i la narració d'Antonio Resines i María Barranco.
- 2003 El efecto Iguazú, coguionista amb Pere Joan Ventura
- 2011 Oxígeno para Vivir
- 2014 Yo decido. El tren de la Libertad com a membre del col·lectiu Mujeres Cineastas Contra la Reforma de la Ley del Aborto
- 2015 No estamos solos coguionista amb Pere Joan Ventura
- 2018: Hotel Explotación: Las Kellys, on compta la lluita de les Kellys per dignificar la seva professió.

## Premis i reconeixements
- 2003 El efecto Iguazú. Coguionista. Premi a la millor pel·lícula documental de la XVII edició dels premis Goya.